# Ogrosen
Ogrosen, niedersorbisch Hogrozna, ist ein Ortsteil der Stadt Vetschau/Spreewald im Landkreis Oberspreewald-Lausitz im Süden des Bundeslandes Brandenburg mit rund 200 Einwohnern. Bis zur Eingemeindung nach Vetschau am 31. Dezember 2002 war Ogrosen eine eigenständige Gemeinde.

## Geografie
Ogrosen liegt am Südrand des Spreewaldes südöstlich von der ehemaligen Kreisstadt Calau und südlich der Kleinstadt Vetschau/Spreewald. Die Gemarkung grenzt im Norden an Missen mit dem Gemeindeteil Gahlen, im Osten an Laasow, im Süden an Ranzow und Muckwar und im Westen an die Stadt Calau. Ogrosen gehört zum amtlichen Siedlungsgebiet der Sorben/Wenden.

## Geschichte

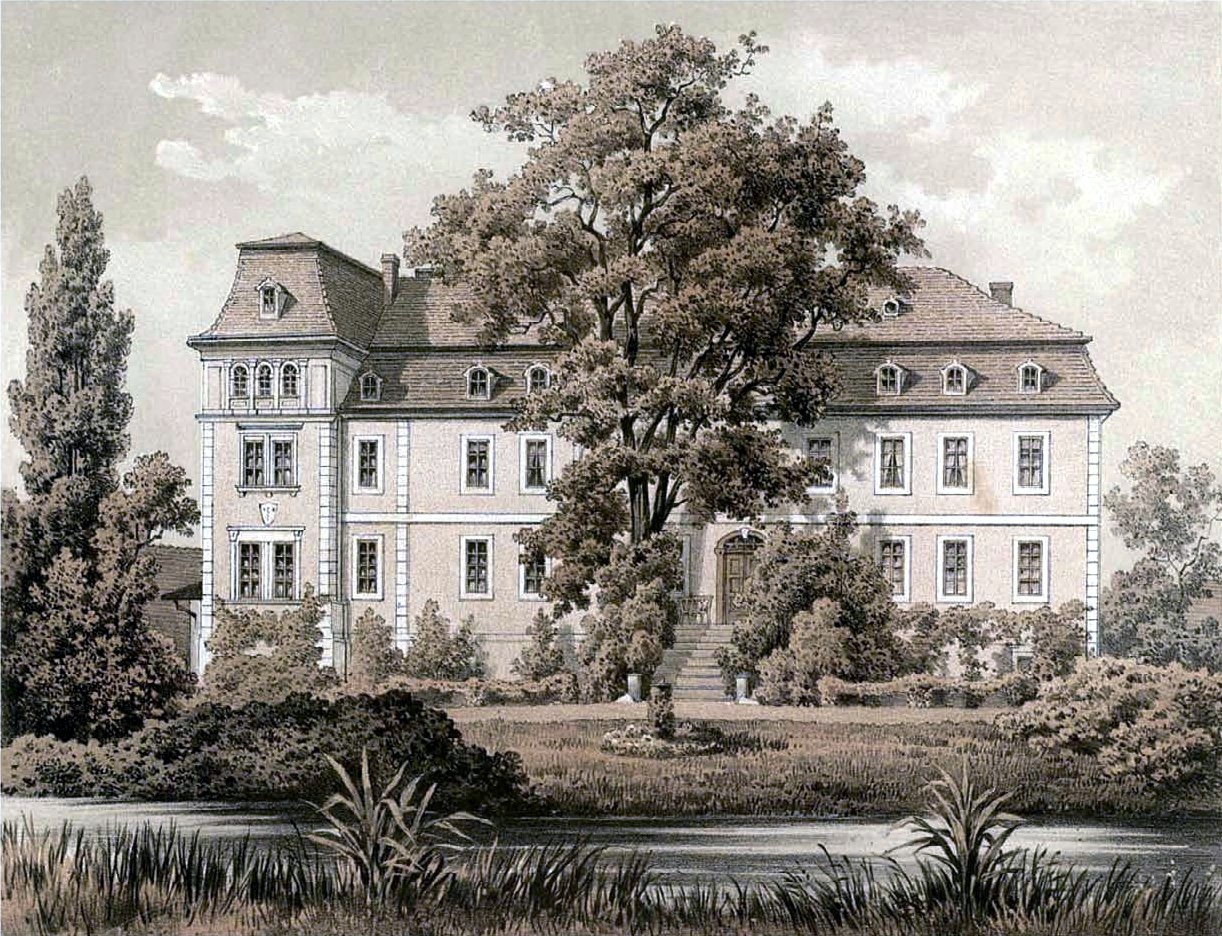
Rittergut Ogrosen um 1875/77, Sammlung Alexander Duncker

Die erste bekannte Erwähnung des alten Straßendorfes datiert auf den 4. Januar 1447 als Ogroße. Im Kirchenverzeichnis des Bistums Meißen wird der Ort ebenfalls erwähnt, allerdings ist dort lediglich eine Kopie von 1495 erhalten. Der Name wurde 1449 als zcu Ogrosen und 1570 zur Oggroß erwähnt. Die niedersorbische Namensvariante wurde 1761 als Hogrzna und 1843 in derselben Form und als Ogrozna erwähnt. Der sorbische Name für Ogrosen – Hogrozua – ist die altsorbische Bezeichnung für eine Schanze, eine Umzäunung mit geflochtenem Zaun.
Schon im 10. Jahrhundert entstand in der Nähe von Ogrosen eine frühdeutsche Wehranlage. Der Turm der Dorfkirche Ogrosen stammt aus der Mitte des 13. Jahrhunderts, das Kirchenschiff wurde 1760 neu gebaut. Ogrosen bildete zunächst eine eigenständige Gutsherrschaft aus und gehörte lange im Besitztum der in der Niederlausitz reich begüterten Familie von Stutterheim. Die Stutterheim bilden genealogisch eine eigene Familienlinie Ogrosen, sind Kriegskommissare, Landesälteste und oft über Heirat im verwandtschaftlichen Verhältnis mit dem Adel der Region. Namhaftester Vertreter des Adelsgeschlechts als Grundherr in Ogrosen war der spätere Minister Christian Hieronymus von Stutterheim (1690–1753). Er hat seine Güter vor Ort nie betreten und lebte als markgräflich-brandenburg-kulmbachischer Wirklicher Geheimer Rat doch größtenteils in Süddeutschland.
Vor 1800 erschienen die von Lynar, vertreten durch Graf Ludwig Lynar, sächsischer Kammerherr, verheiratet mit Ernestine von Knoch-Klein Jauer. Deren Tochter Julie heiratete den späteren Generalmajor Max von Witzleben. Nachfolgend ist weiterhin ein stetiger Besitzerwechsel zu konstatieren. Mitte des 19. Jahrhunderts wird in alten Ritterguts-Matrikeln ein Major a. D. von Versen als Grundbesitzer von Ogrosen und Bolschwitz ausgewiesen. Beide galten als Allodialgüter. Mitte des 19. Jahrhunderts ist der vormalige Major und spätere Landstallmeister von Graditz, Karl von Thielau, verheiratet mit Luise von Jagow. Grundherr auf Ogrosen. 1879 weist das Generaladressbuch der Rittergutsbesitzer in Brandenburg die Witwe Frau von Thielau-Jagow als Eigentümerin des fast 549 ha großen kreistagsfähigen Rittergutes in Ogrosen aus.
Zu Beginn des 20. Jahrhunderts gehören zum Rittergut Ogrosen mit 634 ha noch die Rittergüter Erlenau, 554 ha, Gahlau, 217 ha sowie Missen, 114 ha. Als Gutsbesitzer gelten die M. von Voß’schen Erben. Als Verwalter agieren ein Administrator und ein Oberinspektor. Administratoren wurden seitens der Ritterschaftsbanken eingesetzt. Dies galt oft bei enormer Kreditbelastung der Besitzung und zuweilen im Minorat der Erbengemeinschaft. Um 1929/30, also während der großen Wirtschaftskrise, umfasste das Rittergut Ogrosen nur noch 303 ha. Eigentümer war Fr. F. Lüdecke. Des Weiteren bestand zeitgleich ein so genanntes Waldgut, Inhaber Karl Richtberg aus Berlin-Grunewald. Diese 360 ha wurden von Förster Fulisch in Bolschwitz betreut. Im Ort Ogrosen gab es in der Gemarkung noch zwei größere Bauernhöfe der Familien Ernst Ackermann und Adam Rinza, jeweils um die 20 ha Fläche.
Nach dem Ende des Zweiten Weltkrieges kam Ogrosen zur Sowjetischen Besatzungszone und lag ab 1949 in der DDR. Bei der Gebietsreform am 25. Juli 1952 wurde die Gemeinde dem Kreis Calau im Bezirk Cottbus zugeordnet. Zeitweise lag Ogrosen genau zwischen den Feldern der geplanten Braunkohletagebaue Calau-Süd und Calau-Nordost, die jedoch nicht erschlossen wurden. Nach der Wiedervereinigung kam die Gemeinde zunächst zum Landkreis Calau in Brandenburg und wurde bei der Gebietsreform am 6. Dezember 1993 dem Landkreis Oberspreewald-Lausitz zugeordnet. Zum 31. Dezember 2002 wurden Ogrosen und Suschow nach Vetschau eingemeindet.

## Einwohnerentwicklung
| Einwohnerentwicklung in Ogrosen von 1875 bis 2001 | Einwohnerentwicklung in Ogrosen von 1875 bis 2001 | Einwohnerentwicklung in Ogrosen von 1875 bis 2001 | Einwohnerentwicklung in Ogrosen von 1875 bis 2001 | Einwohnerentwicklung in Ogrosen von 1875 bis 2001 | Einwohnerentwicklung in Ogrosen von 1875 bis 2001 | Einwohnerentwicklung in Ogrosen von 1875 bis 2001 | Einwohnerentwicklung in Ogrosen von 1875 bis 2001 |
| Jahr                                              | Einwohner                                         | Jahr                                              | Einwohner                                         | Jahr                                              | Einwohner                                         | Jahr                                              | Einwohner                                         |
| ------------------------------------------------- | ------------------------------------------------- | ------------------------------------------------- | ------------------------------------------------- | ------------------------------------------------- | ------------------------------------------------- | ------------------------------------------------- | ------------------------------------------------- |
| 1875                                              | 316                                               | 1933                                              | 262                                               | 1964                                              | 328                                               | 1989                                              | 272                                               |
| 1890                                              | 298                                               | 1939                                              | 252                                               | 1971                                              | 275                                               | 1995                                              | 235                                               |
| 1910                                              | 278                                               | 1946                                              | 397                                               | 1981                                              | 248                                               | 2001                                              | 279                                               |
| 1925                                              | 283                                               | 1950                                              | 367                                               | 1985                                              | 232                                               |                                                   |                                                   |

## Kultur und Sehenswürdigkeiten

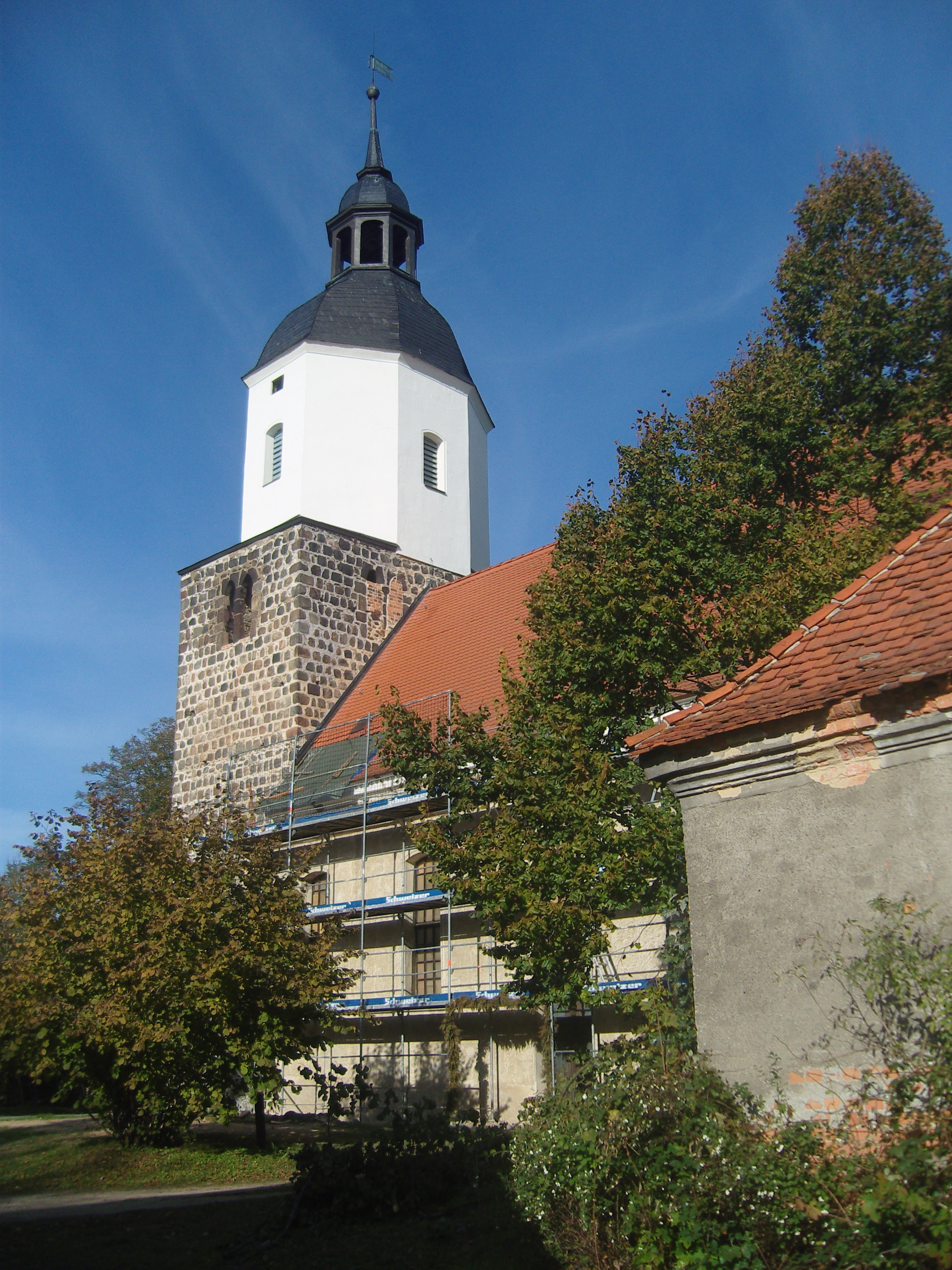
Dorfkirche

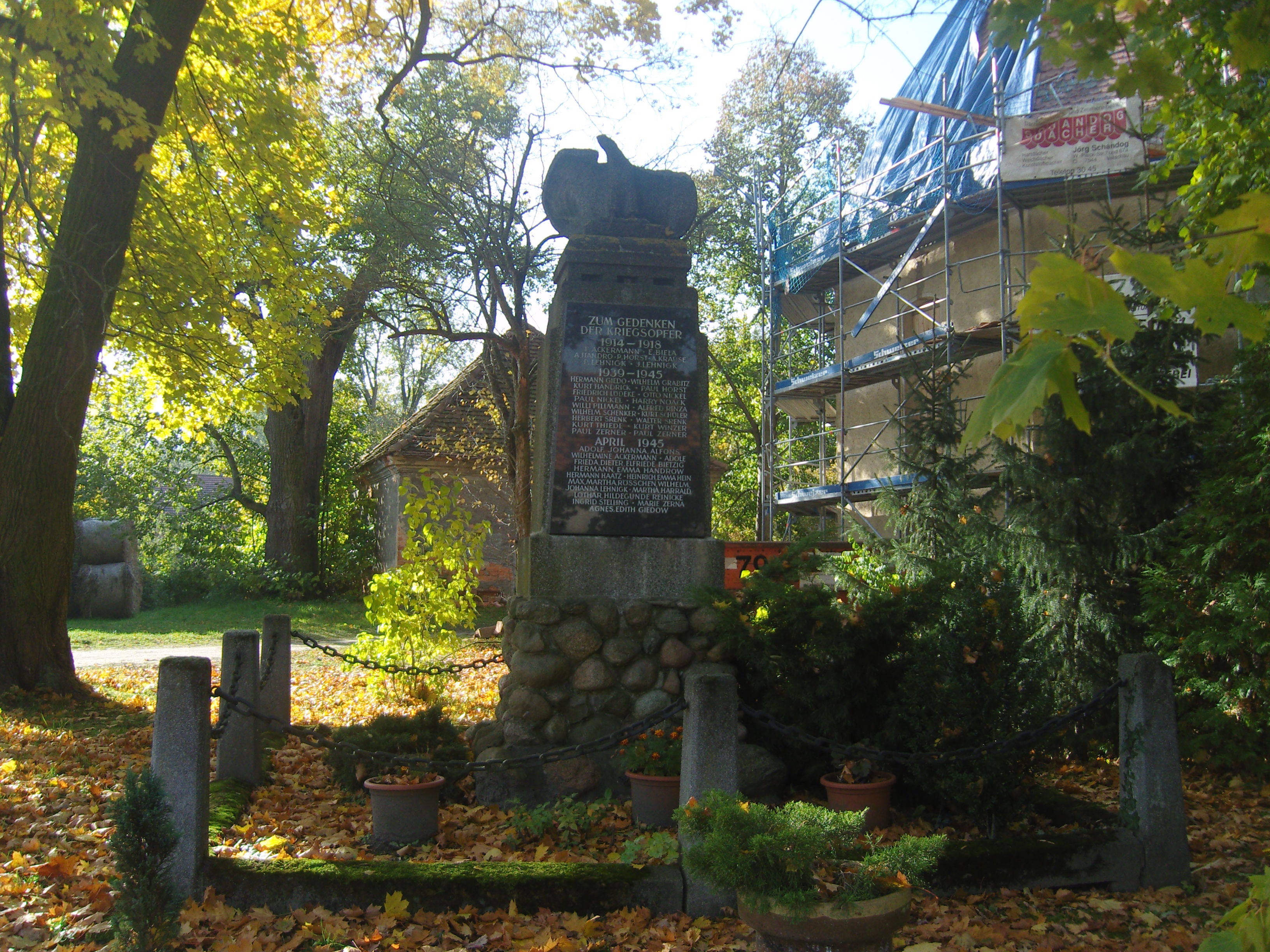
Kriegerdenkmal

Das Dorf hat eine Kirche, einen großen Park und zahlreiche Teiche. Weiterhin gibt es in Ogrosen ein Gut mit dazugehörigen Stallanlagen und Scheunen, die noch bis heute bewirtschaftet werden. Sowohl die Kirche als auch die Gutsanlage gehören zu den Baudenkmalen der Stadt Vetschau. Neben der Kirche befindet sich ein Kriegerdenkmal für die Gefallenen des Ersten Weltkriegs.

## Wirtschaft und Infrastruktur

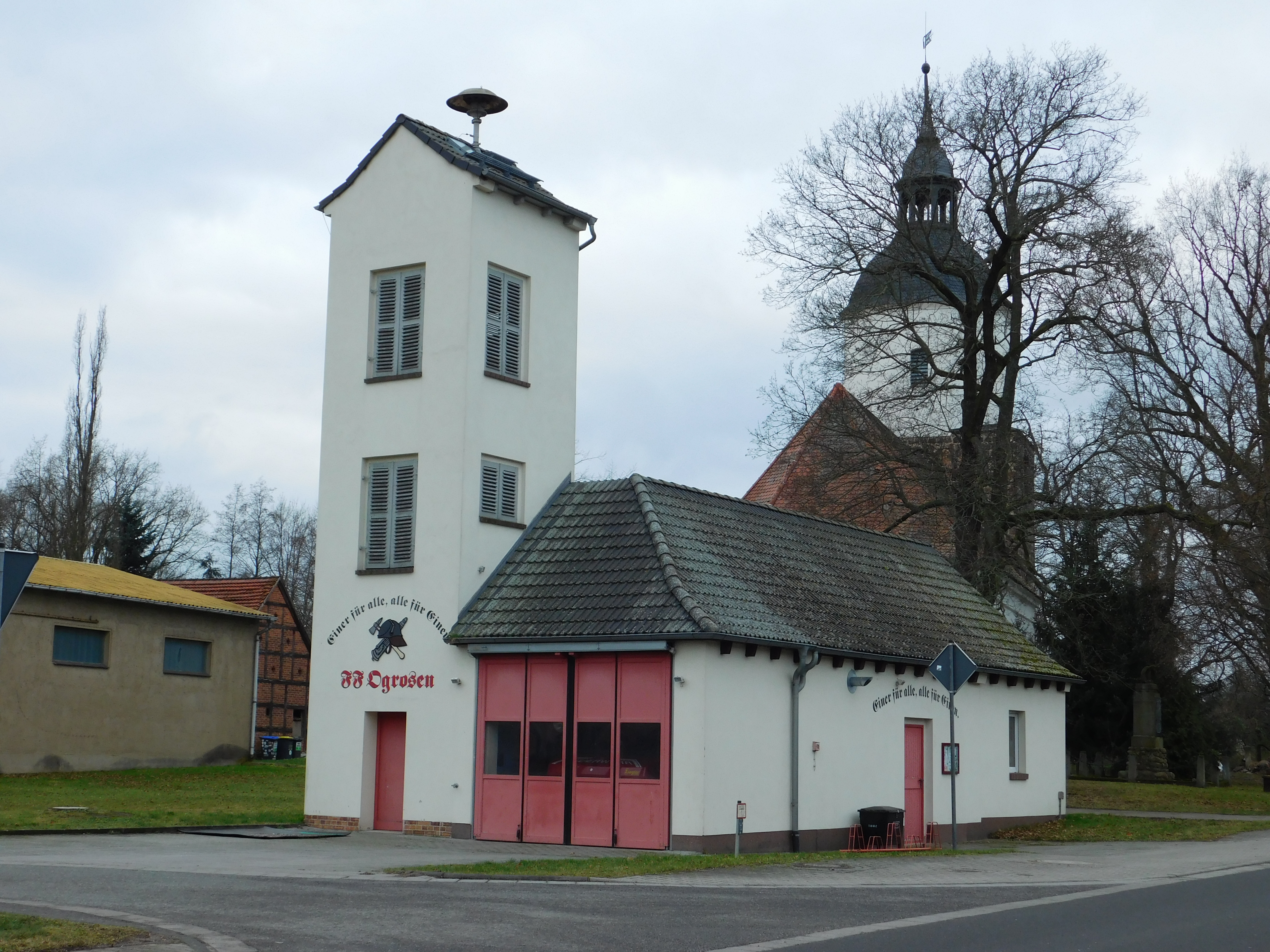
Feuerwehrhaus

Die Landwirtschaft prägt den Ortsteil, besonders die Direktvermarktung und der ökologische Landbau. Markant für Ogrosen sind seine zwei Windkraftanlagen, die man schon von weit her erkennen kann. In Ogrosen gibt es eine Löschgruppe der Freiwilligen Feuerwehr Vetschau.
Die Landesstraßen 52 (Calau–Drebkau) und 525 (nach Vetschau) führen durch den Ort.

## Persönlichkeiten
- Christian Wilhelm Karl von Stutterheim (1723–1783), in Ogrosen geboren und hier kurz Erbherr, Landsyndikus
- David Lorenz (1856–1907), deutscher Maler, in Ogrosen geboren